# Afrička šljiva
Afrička šljiva (lat. Prunus africana), vrsta zimzelenog drveta (10 do 25 m.), rjeđe grma (3 do 5 m.) iz porodice ružuvki (Rosaceae). Rašireno je po Africi i Madagaskaru, a u Europu je uvezena nakon kolonijalizma kada je otkrivena navodna ljekovitost njezine kore, a šira primjena u europskoj medicini počinje od 1960. godine.
Lokalna plemena Afrike koristila su za liječenje benignog povećanja prostate.[nedostaje izvor]
- P. africana
- P. africana
- P. africana

## Vanjske poveznice
- Afrička šljiva: da za prostatu; za potenciju nema dokaza

|  | Zajednički poslužitelj ima još gradiva o temi Prunus africana |
|  | Wikivrste imaju podatke o taksonu Prunus africana             |